# Allegro (вебсайт)
Allegro — найбільший польський інтернет-аукціон, заснований в 1999 році, онлайн майданчик для проведення аукціонів і торговельний вебсайт, на якому приватні та юридичні особи здійснюють продаж та купівлю різноманітних товарів та послуг.

## Функціонал
Allegro — це польський інтернет-аукціон, який дозволяє здійснювати продаж та купівлю різноманітних товарів та послуг. Це, в першу чергу, дозволяє виставити на продаж предмети, що зберігаються користувачами. Завдяки широкому доступу до Інтернету, служба на початку діяльності стала популярною серед колекціонерів, а з плином часу — і професійних продавців. Окрім аукціону, можна також продати товар за заздалегідь визначеною ціною (купити зараз). Ви також можливе проведення аукціонів з можливістю купити зараз. На даний момент переважна більшість (близько 90 %) пропозицій, доступних на сайті Allegro, пропонуються лише за допомогою опції «Купити зараз».

## Історія
Allegro був створений у зв'язку з успіхом американського аукціону eBay. Заснований в 1999 році компанією Surf Stop Shop sp. z.o.o., яка була придбана PLC QXL.com. У березні 2000 року, вона стала польською філією цієї британської компанії, що спеціалізується на побудові аукціонних вебсайтів. У результаті фінансової діяльності (збільшення статутного капіталу), QAL Poland перейняла владу в QXL Poland, що призвело до претензій QXL Рікардо.
Згідно з угодою, підписаною 29 червня 2006 р., Попередні власники 92 % спірних акцій QXL Poland взяли 18 % акцій нової емісії QXL ricardo plc. Одночасно сторони домовились про припинення всіх цивільних суперечок із врегулюванням. Поточне керівництво компанією продовжує керувати QXL Poland. Зміни не вплинули на функціонування вебсайту. У березні 2008 року медіакомпанія Naspers зробила пропозицію купувати акції Tradus, до складу якої входить QXL Рікардо. Пропонована ціна становить 18 фунтів на акцію, що становить загальну суму 946 мільйонів фунтів.
З 17 листопада 2007 року Allegro дозволяє своїм користувачам створювати магазини. Основні відмінності між магазином і аукціоном:
- можливість випускати товар на аукціоні, який триває до 30 днів (у випадку окремих аукціонів — максимум 14 днів);
- можливість створювати власні категорії (в магазині);
- можливість вставляти власний логотип та налаштувати зовнішній вигляд інтернет-магазину.

16 липня 2009 року Allegro дозволив реєструватися користувачам яким виповнилося 13 років. В таких неповнолітніх користувачів є позначка зі словом «Юніор».
23 листопада 2010 року сайт був доступний незареєстрованим відвідувачам.
З 26 січня 2011 року QXL Poland, OtoMoto, Ceneo, Bankier та Internet Service складають одну компанію, що називається Allegro Group. Власник об'єднаної групи до 18 січня 2017 року залишається MIH Allegro B.V. (Naspers).
11 квітня 2013 року було введено суттєву зміну вигляду та функціональності вебсайту. Це зустріло масову критику користувачів Allegro більшість з яких вимагали відновлення своєї попередньої версії.
11 липня 2014 року було введено стандартне сортування результатів за «релевантністю».
У жовтні 2016 року Allegro Group змінила власника, ним став інвестиційними фондами Cinven, Permira та Mid Europa Partners. Група Allegro в даний час включає Ceneo.